# Полканов, Юрий Александрович
Ю́рий Алекса́ндрович Полка́нов (укр. Юрій Олександрович Полканов; 10 марта 1935, Симферополь — 29 февраля 2020) — советский и украинский геолог и минералог, доктор геолого-минералогических наук, действительный член (академик) Всеукраинской общественной организации «Академия технологических наук Украины» (1993), главный научный сотрудник Украинского государственного института минеральных ресурсов, известный караимовед, руководитель научного центра Ассоциации крымских караимов. Лауреат Государственной премии Украины в области науки и техники.

## Биография
Родился 10 марта 1935 года в Симферополе в русско-караимской семье. Отец — Александр Иванович Полканов (1884—1971), крымский краевед и историк. Мать — Анна Ильинична Кальфа (1904—1960). Окончил школу № 14 г. Симферополя в 1952 году. В 1957 году окончил геологоразведочный факультет Днепропетровского горного института имени Артёма.
Трудовую деятельность начал в северо-восточном Казахстане. В 1959 году перешёл в Институт минеральных ресурсов (с 2000 года — Крымское отделение
Украинского государственного геологоразведочного института), где проработал более 50 лет и прошёл путь от инженера-геолога до главного научного сотрудника, заведующего научно-исследовательским подразделением.
Умер 29 февраля 2020 года.

## Научная деятельность

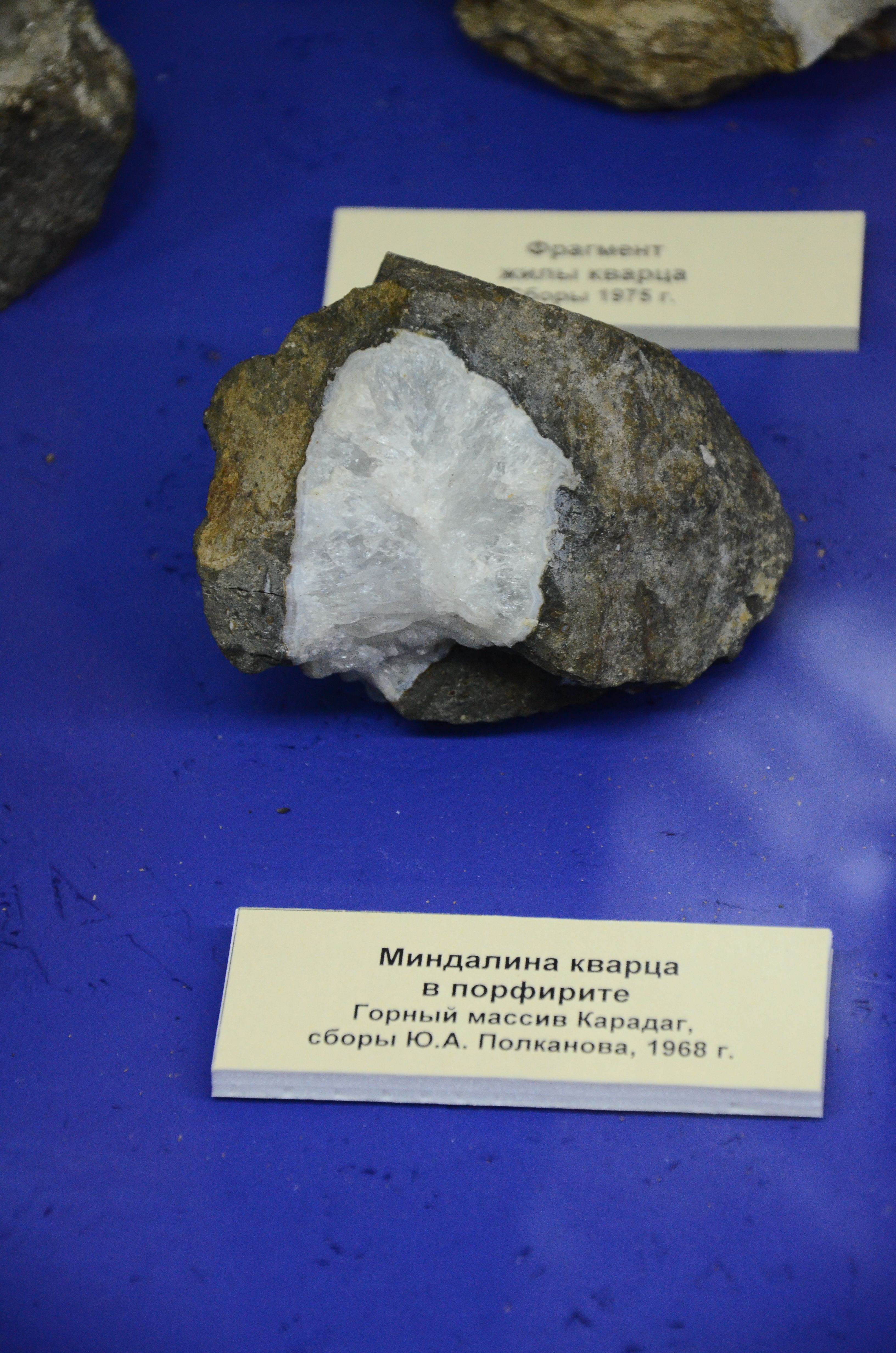
Миндалина кварца, собранная Полкановым в 1968 году в Карадаге

Горный инженер-геолог, исследователь в области поисковой и технологической минералогии, ведущий научный сотрудник Крымского отделения Государственного геолого-разведочного института. Вёл работы на Урале, в Казахстане, Сибири, на Украине.
Относится к научной школе доктора геолого-минералогический наук Ю. Ю. Юрка. Основное направление научной деятельности: изучение нетрадиционных мелких алмазов (космогенные, метаморфогенные и т. д.); разработка методов диагностики, технологии обогащения сортировки мелких природных алмазов. Основные научные достижения: участие в открытии и оценке месторождений титана и титано-циркониевых руд; выявление новых типов алмазного сырья.
Один из авторов прогноза и первооткрывателей уникальной подземной гидротехнической системы под крепостью Чуфут-Кале (под Бахчисараем).
Доктор геолого-минералогических наук, действительный член (академик) Всеукраинской общественной организации «Академия технологических наук Украины» (1993), действительный член Международной академии минеральных ресурсов и Крымской Академии наук, член Украинского минералогического общества. Автор более 250 научных публикаций и 12 изобретений.
Член Украинского Института спелеологии и карстологии, член редакционной коллегии журнала «Спелеология и Карстология».
В честь Ю. А. Полканова назван минерал полкановит.

## Караимоведение

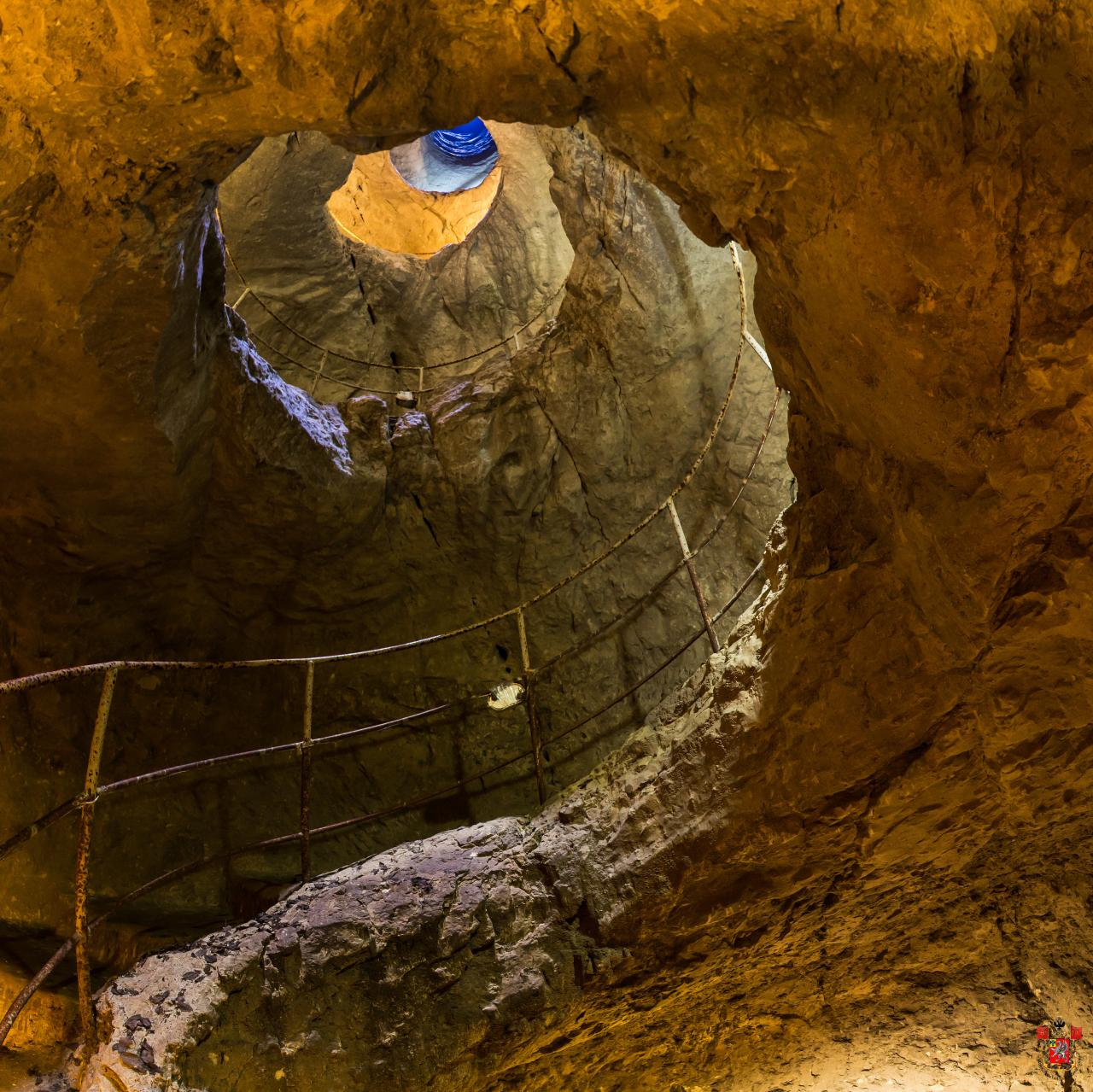
Винтовая лестница осадного колодца Тик-Кую, Чуфут-Кале после расчистки и оборудования. До исследований Ю. А. Полканова и Ю. И. Шутова объект считался легендой.

Полканов являлся караимоведом и активистом движения за возрождение древне-тюркского исторического и культурного наследия у крымских караимов. С 1989 года неоднократно избирался членом Президиума Всеукраинской Ассоциации крымских караимов и Крымской Ассоциации «Крымкарайлар», 16 лет являлся бессменным руководителем Научного Совета Ассоциации, активно способствовал становлению и развитию национально-культурного движения, участвовал в организации этнокультурных экспозиций и реставрационных работ в кенассах Чуфут-Кале.
Автор и вдохновитель открытия подземного гидротехнического сооружения возле города-крепости Чуфут-Кале, осадного колодца Тик-Кую, организатор и участник международных молодёжных трудовых лагерей на Чуфут-Кале на его раскопках.
Участвовал в разработке и принятии государственной программы «Мероприятия по государственной поддержке сохранения культурного наследия крымских караимов и крымчаков на период до 2005 года», проведении второго национального съезда крымских караимов, на котором был единогласно избран членом Высшего Совета крымских караимов Украины. Активный участник международных конференций и симпозиумов по караимоведению (Россия, Франция, Литва, Австрия, Кипр и др.).
Автор работ в области этнокультуры крымских караимов (около 50 публикаций), составитель сборника крымских караимских легенд. Его точка зрения на прошлое крымских караимов нередко приводится в российских и украинских СМИ и научных работах других авторов.
Будучи руководителем Научного Совета Крымской Ассоциации «Крымкарайлар», Полканов являлся ключевой фигурой в формировании исторического сознания крымских караимов.

## Награды и звания
- Лауреат Государственной премии Украины в области науки и техники (1996);
- Почётный разведчик недр Украины (2005);
- Заслуженный работник культуры Автономной Республики Крым (2005)[11];
- Лауреат премии Автономной Республики Крым в области науки и научно-технической деятельности за цикл работ «Обряды и обычаи крымских караимов-тюрков», «Пословицы и поговорки крымских караимов», «Легенды и предания караев» (1995)[12];
- Лауреат премии им. Казаса (1997);
- звание «Человек 1997 года» за достижения в науке (Американский биографический центр);
- Почётная грамота Президиума Верховной Рады Автономной Республики Крым (2011)[13].

Ю. А. Полканов вошёл в список «500 выдающихся ученых XX столетия в области геологии», представлен в международном справочнике «Кто есть кто в алмазном мире». Также он награждён:
- 8 медалями ВДНХ СССР и УССР (1970—1990);
- знаком и дипломом первооткрывателя месторождения технических алмазов (1990);
- за внедрение изобретения созданного после 20 августа 1973 года, вручен нагрудный знак «Изобретатель СССР» (1974);
- медалью им. Лучицкого (2000).

## Семья
Отец — Александр Иванович Полканов  (4 (16) августа 1884, с. Салы Феодосийского уезда — 7 августа 1971, Симферополь), русский, родился в семье православного священника, настоятеля Знаменской церкви с. Салы Иоанна Александровича Полканова, с 1891 года служившего при Покровской церкви г. Судака. В 1905 году окончил Таврическую духовную семинарию, в 1910 — юридический факультет Санкт-Петербургского университета. C 1911 года работал адвокатом в Крыму. После революции занимал ряд должностей в области охраны памятников искусства, старины и народного быта, был один из организаторов Российского общества по изучению Крыма. В годы немецкой оккупации, будучи директором Крымского краеведческого музея, спрятал и сохранил в тайниках многие музейные ценности. В те же годы он активно занимался деятельностью по спасению караимов от физического уничтожения, опубликовав ряд работ, подчёркивающих их тюркское происхождение (1943 г.). После войны репрессирован как «коллаборационист». Реабилитирован в 1956 году. Похоронен на караимском секторе симферопольского кладбища «Абдал». Первая жена, Ирина Николаевна Полканова, член Таврического общества истории, археологии и этнографии (с 1925). Их общий сын — Игорь Александрович Полканов (1914, Симферополь — ?), участник Великой Отечественной войны. Вторая жена (с начала 1930-х) — Анна Ильинична Кальфа (1904, Харьков — 1960, Симферополь), работала научным сотрудником института социалистической реконструкции сельского хозяйства, начальником планового отдела Управления заготовок Крымсоюза, член РОПИК.
Был женат, имел 4 детей, 6 внуков.
- сын — Дмитрий Юрьевич Полканов  (род. 1969), заслуженный работник культуры АР Крым[21], председатель симферопольской караимской религиозной общины «Чолпан»[22][23], заместитель председателя ОО «Региональная национально-культурная автономия крымских караимов Республики Крым»[24], начальник отдела эксплуатации МУП «Центральный Жилсервис»[25]. 17 августа 2015 года в Ялте выступал от имени крымских караимов на встрече Президента Российской Федерации В. В. Путина с представителями национальных общественных объединений Республики Крым[26].
- дочь — Анна Юрьевна Полканова (род. 1969), заслуженный работник культуры АР Крым[27], заместитель генерального директора по научной работе ГБУ РК «Бахчисарайский историко-культурный и археологический музей-заповедник»[28], лауреат премии АР Крым в номинации «Вклад в миротворческую деятельность, развитие и процветание Крыма»[29], автор множества публикаций по караимской проблематике.

### Геология
- Микроскопическая оценка размера зерен мелких алмазов из терригенных отложений / ВНИИ минер. сырья; [Разраб. Полканов Ю. А., Румянцев Г. С.]. — М. : ВИМС, 1987. — 5 с.; 20 см — (Метод. рекомендации М-во геологии СССР, Науч. совет по методам минер. исслед.).
- Полканов, Юрий Александрович. Минералы Крыма : Науч.-попул. очерк. — Симферополь : Таврия, 1989. — 157, [2] с., [8] л. ил. : ил. ; 17 см. Библиогр.: с. 156—158. — 30000 экз. — ISBN 5-7780-0128-2.

### Путеводители
- Полканов, Александр Иванович. Судак : Путеводитель / А. И. Полканов, Ю. А. Полканов. — Симферополь : Таврия, 1981. — 127 с. : ил., 8 л. ил.; 17 см.
- Полканов, Александр Иванович. Судак : Путеводитель / А. И. Полканов, Ю. А. Полканов. — Симферополь : Таврия, 1985. — 143 с. : ил., 8 л. ил.; 17 см.

### Караимоведение (неполные данные)
1991
- Полканов Ю. А. Караимское вероисповедание: истоки, отношения с другими конфессиями в Крыму и новейшая история/ Проблемы истории Крыма. Тезисы доклада научной конференции. Симферополь, 1991.

1992
- Полканов Ю. А. Пословицы и поговорки караимов/ Материалы к серии «Народы и культура», в. XIV. Караимы. Кн.1. М.: РАН, Институт этнологии и антропологии. 1992, с.156-170.
- Полканов Ю. А. Караимские пословицы и поговорки, связанные с пищей/ Лебедева Э. И. Рецепты караимской кухни. Симферополь, 1992, с.261-263.

1993
- Полканов Ю. А. Вступительное слово/ С. Шапшал. Караимы и Чуфт Кале в Крыму. 2-е изд. Бахчисарай, 1993, с.3-4.
- Полканов Ю. А., Кальф-Калиф С. М. Хаджи Серая Хан Шапшал (1873—1961). Биографическая справка/ Там же, с.34-37.
- Полканов Ю. А. Вероисповедание караимское// Наука и религия, 1993, № 9, с.32-33.
- Полканов Ю. А. Культура крымских караимов. Вчера, сегодня, завтра/ Культура Крыма на рубеже веков (XIX—XX вв). Материалы республиканской научной конференции. Симферополь, 1993, с.24-26.

1994
- Полканов, Юрий Александрович. Родовое гнездо караимов: Кырк-Ер-Кале-Чуфт-Кале (Чуфут-Кале) : Стихи. Предания. Фольклор. Фотографии / Акад. Полканов Ю. А. ; Караим. нац. центр благотворительности, культуры и развития «Карайлар». — М. : Б. и., 1994. — 40 с., [6] л. ил.; 20 см — (Крымская литература)
- Полканов, Юрий Александрович. Обряды и обычаи крымских караимов-тюрков : Женитьба, рождение ребёнка, похороны. — Бахчисарай : Б. и., 1994. — 52 с. ; 19 см
- Полканов Ю. А. Предыстория/ Полканов А. И. Крымские караимы. Бахчисарай, 1994, с.3-6.
- Полканов Ю. А. Национальный костюм крымских караимов// Известия Крымского Республиканского краеведческого музея, 1994, № 7, с.22-31.
- Полканов Ю. А. Караїми-караї в Україні/ Буклет Караїмська культура в Україні: вчора, сьогодні…завтра? Киев, 1994. — 8с.
- Полканов Ю. А. С. С. Крым, патриот Крыма// Къарай хабэрлер, 1994, № 4, с.1.
- Полканов Ю. А. Кровная месть у крымских караимов (караев)// Къарай хабэрлер, 1994, № 7, с.2.
- Полканов Ю. А. Крымские караимы: проблема сохранения этноса (тезисы доклада)// Къарай хабэрлер, 1997, № 27, с.1.

1995
- Полканов, Юрий Александрович. Пословицы и поговорки крымских караимов / Полканов Ю. А. — Бахчисарай : Б. и., 1995. — 78 с.; 20 см.
- Полканов Ю. А. Караимская семья: история, традиции, проблемы сохранения/ Семья-94. Материалы международной научно-практической конференции. Симферополь, 1995, с.22-24.
- Полканов Ю. Русские караимы// Брега Тавриды, 1995, № 4-5, с. 216—218.
- Полканов Ю. А. Предисловие/ Полканов А. И. Крымские караимы (караи — коренной малочисленный тюркский народ Крыма). Париж, 1995, с. 7-14.
- Полканов Ю. А. Культ священных дубов// Караимские вести, 1995, № 16, с.1.
- Полканов Ю. А. Патриот Крыма [С. Крым]/ Новый град, Симферополь, 1995, с.42-49.
- Полканов, Юрий Александрович. Легенды и предания караев (крымских караимов-тюрков) / Ю. А. Полканов ; Ассоц. крым. караимов «Крымкарайлар», Молодёж. караим. центр. — Симферополь : Б. и., 1995. — 66,[1] с. ; 20 см.

1996
- Полканов Ю. А. Караимы-тюрки в многонациональной семье народов Крыма/ Проблемы политической истории Крыма. В.1. Проблемы межнациональных отношений в Крыму в XX столетии. Симферополь, 1996, с.29-31.
- Полканов Ю. А. Караи — крымские караимы — тюрки/ Сквозь века. Народы Крыма. В.2. Симферополь, 1996, с.16-40.
- Полканов Ю. А. Положение караимов (караев) в Крыму: прошлое и настоящее/ Материалы научно-практической конференции «Проблемы политической истории Крыма: итоги и перспективы». Симферополь, 1996, с. 67-70.
- Полканов Ю. Караимы// Крымуша, 1996, № 9, с.5-6.
- Полканов Ю. А. Караимская кухня// Къарай хабэрлер, 1996, № 24, с.1.
- Полканов Ю. А., Кальф-Калиф С. М. Хаджи Серая Хан Шапшал (1873—1961) (краткая справка)// Брега Тавриды, 1996, № 4-5, с. 176—177.

1997
- Полканов Ю. А. Занятия и быт караимов Крыма // Караимские вести, 1997, № 27, с.4.
- Полканов Ю. А. Слово о древних обрядах// Караимские вести, № 28, с.1.
- Полканов Ю. А. «Бизим йол», «Меджума»// Караимские вести, № 29, с.2.
- Полканов Ю. А. Казас Борис Ильич// Караимские вести, № 30, с.2.
- Полканова А., Полканов Ю. Последний слуга старой России генерал Яков Кефели// Брега Тавриды, 1997, № 23, с.251-253.
- Полканов Ю. А. Караи — крымские караимы — тюрки. История, Этнография. Культура. Симферополь, 1997. — 149с. [на русском и английском языке].
- Полканов Ю. А. Занятия и быт караимов Крыма// Къарай хабэрлер, 1997, № 27, с.1.
- Полканов Ю. А. Пословицы и поговорки/ Караимская народная энциклопедия. М., 1997, т.3, с.275-316.
- Полканов Ю. А. Легенды и предания караев/ Там же, с. 317—338.

1998
- Полканов Ю. А. «Если судьбе будет угодно»/ Вдохновленный Крымом. Полуденный альманах. Москва-Симферополь, 1998, с.188-194, 282.
- Полканов Ю. А. Караимский фольклор/ Караимские вести, 1998, № 5, с.1.

1999
- Полканов Ю. А., Богославская Т. А. Культура коренных народов Крыма во времени и пространстве: крымские татары и крымские караимы//Аргамак, 1991, № 1, с. 168—175.
- Полканов Ю. Перекресток согласия (интервью)// Остров Крым, 1999, № 4, с.50-51.
- Полканов Ю. Караїмська релігія та її історична доля/ Історія релігії в Україні. Навчальний посібник. Київ: Знання, 1999, с.446-455.
- Бараш Я. И., Полканов Ю. А. Особенности национальной кухни крымских караимов (караев)/ III Конгресс этнографов и антропологов России. Тезисы докладов. М., 1999. с.235.
- Полканов Ю. Забытый журнал/ Таврика, 1999, с. 103—107.
- Сарач М. С., Полканов Ю. А. Происхождение крымских караев (караимов). Караимская народная энциклопедия. М., 1999. т.4. — 184 с.

2000
- Богославская Т. А., Полканов Ю. А. Этнокультурное наследие крымских караимов// Altin Besik, 2000, b.7, с. 169—174.
- Коген Ю. Б., Полканов Ю. А. Золотой фонд музыкального фольклора народов Крыма// Караимские вести, 2000, № 1/53), с.1.
- Полканов Ю. Кримські караїми — малочисельний корінний народ України// Кримські студіі: Информационный бюллетень, 2002, № 2, с.36-38.
- Polkanov Y. Crimean karaites, a small indigenous people of Ukraine// Там же, с.85-87.
- Полканов Ю. А. Последний звонок// Къарай хабэрлер, 2000, № 6.

2001
- Полканов А. И., Полканов Ю. А., Полканова А. Ю. Судак. Путеводитель. Симферополь: Бизнес-Информ, 2001. — 152 с.
- Полканов Ю. А., Шутов Ю. И. Открытие подземного хода у стен древней крепости Чуфут-Кале (Джуфт-Кале)/ Москва-Крым. Историко-публицистический альманах. М., 2001, в.3, с. 327—332.
- Полканов Ю. Кысмэт болса… Если судьбе будет угодно…/ Кримські караїми в Україні. Науково-допоміжний бібліографічний показчик (1917—1941). Київ, 2001, с.7-9.
- Полканов Ю., Шутов Ю. Кырк Йер раскрывает тайны// Караимские вести, 2001. Приложение № 7. — 2с.
- Полканов Ю. Дар А. Штойко/ Штойко А. Д. Страницы памяти. «Слова отцов». Обычаи и суеверия. Блюда карайской кухни. Симферополь, 2001, с.6.
- Полканов Ю. Шутов Ю. Кырк Йер раскрывает тайны// Брега Тавриды, 2001, № 6, с.330-336.
- Полканов Ю. А., Полканова А. Ю., Богославская Т. А. Культура питания крымских караимов (караев)// Культура народов Причерноморья, 2001, № 26, с.107-117.
- Полканов Ю. А., Полканова А. Ю., Богославская Т. А. Национальная кухня крымских караимов (караев)/ Традиционная пища, как выражение этнического самосознания. М.: Наука, 2001, с.250-261.

2002
- Полканов Ю. А., Шутов Ю. И. Открытие «Тайного пути» в древней крепости Джуфт Кале в Крыму/ Спелеолистическое исследование. Ежегодник, в.3. Москва, 2002, с.62-68.
- Козлов В. Ф., Полканов Ю. А., Шутов Ю. И. Подземная система у стен Чуфут Кале [Джуфт Кале] рскрывает свои тайны. Сенсационная находка клада средневековых монет/ Москва-Крым. Историко-публицистический альманах. М., 2002, с. 312—349.

2003
- Козлов А. Ф., Майко В. В., Полканов Ю. А., Шутов Ю. И. Кырк-Ерский клад близ Южных ворот городища Джуфт (Чуфут)-Кале// Археологічні відкриття в Україні 201—2002 рр. Київ: ІА НАНУ, 2003, в.5, с.120-123.

2004
- Козлов А., Полканов Ю., Шутов Ю. Кырк Йер раскрывает тайны. Часть ІІ. Клад// Брега Тавриды, 2004, № 1, с. 472—477.
- Полканов Ю. А., Шутов Ю. И. Открытие подземного хода у стен древней крепости Чуфут-Кале (Джуфт-Кале)/ Крым: Историко-краеведческий альманах. В.1. М.: АНОНЦ «Москвоведение». 2004, с.232-236.
- Козлов А. Ф., Полканов Ю. А., Шутов Ю. И. Подземная система у стен Чуфут Кале [Джуфт Кале] раскрывает свои тайны. Сенсационная находка клада средневековых монет./ Там же, с. 237—243.
- Полканов Ю. А., Шутов Ю. И. Водоснабжение древней крепости Джуфт Кале/ Причерноморье, Крым, Русь в истории и культуре. Материалы ІІ Судакской международной конференции — ч. ІІ. Киев-Судак: Академпериодика, 2004, с.158-163.
- Полканов Ю. А., Шутов Ю. И. Колодцы Мангуп Кале и Судакской крепости/ Там же, с. 152—157.
- Полканов Ю. Предисловие/ Кропотов В. С. Военные традиции крымских караимов. Симферополь: Доля, 2004. с.4-6.
- Полканов Ю., Полканова А., Будник Н. Военные традиции крымских караимов (русско-караимский словарь)/ Там же, с.130-143.
- Полканов Ю. А., Шутов Ю. И. Подземные гидротехнические сооружения Чуфут Кале [Джуфт Кале]/ Пещеры. Межвузовский сборник научных трудов. Пермь, 2004, с.116-123.
- Полканов Ю. А., Полканова А. Ю., Алиев Ф. А. Фольклор крымских караимов. Къарайларнынъ улус Бильгиси. Симферополь, 2004.- 128 с.
- Полканов Ю. А. Караимский (карайский) язык/ Ялпачик Г. С. 21 урок караимского языка (крымский диалект). Симферополь: Доля, 2004. с. 96.

### Газетные публикации
- Полканов Ю. А., Полюхович И. В. Улицы города и национальный вопрос// Крымская правда. 13.05.1990.
- Полканов Ю. Святыни народов Крыма// Курортный Крым, 1991, 20.07., № 138, с.3.
- Полканов Ю. Вспомним о его заслугах [о С. Крыме]// Победа, 1992, 6.02, № 2, с.4.
- Полканов Ю. Забытое имя — Соломон Крым // Крымская правда. 1992, 19.01, № 11, с.4.
- Полканов Ю. Крымские караимы. Историко-этнографическая справка// Слава труду, 1993, 20.05, № 56, с. 2-3.
- [Полканов Ю. Кальф-Калиф С.] Славный сын своего народа. В рубрике к 120-летию С. М. Шапшала// Слава труду, 1993, 20.05, № 56, с.2.
- Полканов Ю. Композитор А. А. Спендиаров…// Таврические ведомости, 1993, № 11, с.4.
- Полканов Ю. Кримськи караїми// Кримська Світлиця, 1993, 31.07, № 30.
- Полканов Ю. Скромный труженик С. М. Шапшал// Мещанская газета, 1994, янв., № 1, с.12.
- Полканов Ю. Предисловие к легенде Алтын-Апай// Там же.
- Ормели В., Полканов Ю. Невежество, ведущее к дестабилизации. О статье В. Потехина «Коренные и пристяжные…»// Къырым, 2004, 13.02, с.2.